# Heinz Laßen
Heinz Laßen (* 3. Juli 1910 in Bromberg; † 12. Juli 1977) war ein deutscher Parteifunktionär der DDR-Blockpartei NDPD. Er war Vorsitzender des Bezirksvorstandes Frankfurt (Oder) der NDPD.

## Leben
Als Sohn eines Eisenbahnoberrats geboren, besuchte Laßen die Volks- und die Oberschule in Bromberg, legte das Abitur ab und studierte Volkswirtschaft in Berlin. Während seines Studiums wurde er 1929 Mitglied der Berliner Burschenschaft Franconia, später 1950 Mitglied der Berliner Burschenschaft der Märker. Zum 1. November 1928 trat er in die NSDAP ein (Mitgliedsnummer 102.639) und wurde Leiter des NS-Studentenwerkes. Aus finanziellen Gründen brach er 1933 sein Studium ab. Ab 1933 war er Angestellter des „Studentenwerkes Berlin“, ab 1934 stellvertretender Geschäftsführer der „Langemarckspende“, Bannführer und ab November 1940 Oberbannführer in der NSDAP-Reichsjugendführung. Er wurde Mitglied der SA. Später leistete er Kriegsdienst als Unteroffizier in der Wehrmacht.
Im Jahr 1948 wurde er Mitglied der NDPD und hauptamtlicher Funktionär der Partei. Er war Abteilungsleiter im NDPD-Landesvorstand Brandenburg und 1952 politischer Geschäftsführer. Gleichzeitig war er Mitglied des Landesausschusses Brandenburg der Nationalen Front. Von 1954 bis 1957 und von 1960 bis 1964 fungierte er als Vorsitzender des NDPD-Bezirksverbandes Frankfurt (Oder). Von 1955 bis 1967 gehörte er dem Hauptausschuss der NDPD als Mitglied an.
Zeitweise war er Abgeordneter des Bezirkstages Frankfurt (Oder). Laßen wurde 1964 mit dem Vaterländischen Verdienstorden in Bronze ausgezeichnet.
Sein Sohn Uwe Laßen war ebenfalls Funktionär der NDPD.